# Ohioville
Ohioville est un borough situé dans le comté de Beaver, en Pennsylvanie, aux États-Unis,. En 2010, il comptait une population de 3 533 habitants. Il est incorporé en 1860 ou le 8 janvier 1960.

## Démographie
Lors du recensement de 2010, le borough comptait une population de 3 533 habitants. Elle est estimée, le 1er juillet 2019, à 3 339 habitants.

### Source de la traduction
- (en) Cet article est partiellement ou en totalité issu de l’article de Wikipédia en anglais intitulé « Ohioville, Pennsylvania » (voir la liste des auteurs).